# فیودور اسمولوف
فیودور میخایلوویچ اسمولوف (روسی: Фёдор Михайлович Смолов؛ زاده ۹ فوریهٔ ۱۹۹۰) بازیکن فوتبال اهل روسیه است.
وی همچنین در تیم ملی فوتبال روسیه بازی کرده‌است.